# Ligne 5 du métro de Bilbao
Pour les articles homonymes, voir Ligne 5.
La ligne 5 du métro de Bilbao, reliera la station existante d'Etxebarri jusqu'à la future gare d'Usansolo. Longue de 7 stations, ce projet, actuellement présenté sous la forme d'une ligne indépendante, pourrait constituer un prolongement de l'une des deux lignes existantes.

## Histoire
Le 24 janvier 2008 le tracé préliminaire de la ligne 5 du métro de Bilbao est devenu public, depuis la gare déjà existante d'Etxebarri à Etxebarri jusqu'à la future gare d'Usansolo, à Galdakao. En février 2009, un deuxième arrêt apparaît à Galdakao, dans le quartier de Bengoetxe, dont la station prend le nom. Le dernier rebondissement remonte à janvier 2010, lorsque le département basque des transports présente le projet d'un pôle multimodal dans le quartier de Sarratu, dans la ville de Basauri. Ce pôle en est aux études de faisabilité.